# سیارک ۸۲۵۶
سیارک ۸۲۵۶ (به انگلیسی: 8256 Shenzhou، نامگذاری:1981UZ9) هشت هزار و دویست و پنجاه و ششمین سیارک کشف شده‌است که در ۲۵ اکتبر ۱۹۸۱ کشف شد.
قدر مطلق سیارک برابر ۲۲.۴ است.